# 坂田茉世
坂田 茉世（さかた まよ、1月18日 - ）は、福井放送 (FBC) のアナウンサー。

## 来歴
福井県福井市出身。同志社大学文学部英文学科卒業。大学在学時には、留学生対象の日本語授業に使う副教材の制作プロジェクトに参加していた。福井放送への入社内定後には、アナウンスを基礎から学ぶためにサン放送アカデミーに通った。
大学を卒業後、2021年に福井放送に入社。同年6月2日の昼にラジオでの初鳴きを、6月10日の昼に放送の『FBCニュース』でテレビでの初鳴きを果たした。

## 担当番組

### テレビ番組
- FBCニュース - 初鳴きからしばらくの間、木曜昼の放送を担当[5]
- おじゃまっテレ ワイド&ニュース（2022年4月4日[6] - ）

### ラジオ番組
- 午後はとことん よろず屋ラジオ[5]
- 音楽☆とらのアナ（火曜会） - 2022年4月第1週（福井放送制作回）のパーソナリティ[7]